# Episodi di In casa Lawrence (seconda stagione)
La seconda stagione della serie tv In casa Lawrence è stata trasmessa negli Stati Uniti dal 6 ottobre 1976 al 29 marzo 1977. In Italia, parte di essa è stata trasmessa in prima visione su Rai 2 tra il 19 luglio e il 4 ottobre 1979. Nel primo passaggio televisivo italiano, non è stato seguito l'ordine cronologico originale.
| nº | Titolo originale                   | Titolo italiano            | Prima TV USA     | Prima TV Italia   |
| -- | ---------------------------------- | -------------------------- | ---------------- | ----------------- |
| 1  | Coming Apart                       | Dividersi                  | 6 ottobre 1976   | 19 luglio 1979    |
| 2  | Such Sweet Sorrow                  | I problemi di Willie       | 19 ottobre 1976  | 26 luglio 1979    |
| 3  | Home Movies                        | La fuga di Buddy           | 26 ottobre 1976  | 16 agosto 1979    |
| 4  | Coming of Age                      | Diventare grandi           | 9 novembre 1976  | 9 agosto 1979     |
| 5  | Jury Duty (part 1)                 | Il giurato (prima parte)   | 16 novembre 1976 | 30 agosto 1979    |
| 6  | Jury Duty (part 2)                 | Il giurato (seconda parte) | 23 novembre 1976 | 6 settembre 1979  |
| 7  | The Cradle Will Fall               | Una situazione complicata  | 30 novembre 1976 | 13 settembre 1979 |
| 8  | Skeleton in the Closet             | Un segreto di famiglia     | 7 dicembre 1976  | 20 settembre 1979 |
| 9  | On the First Day of Christmas      | Un Natale diverso          | 21 dicembre 1976 | 4 ottobre 1979    |
| 10 | Rites of Friendship                | Un'amicizia a dura prova   | 28 dicembre 1976 | 2 agosto 1979     |
| 11 | An Eye to the Future               | Kate a scuola              | 4 gennaio 1977   | 23 agosto 1979    |
| 12 | Lovers and Strangers               |                            | 11 gennaio 1977  |                   |
| 13 | Return Engagement                  | Un tuffo nel passato       | 18 gennaio 1977  | 27 settembre 1979 |
| 14 | Mirror, Mirror on the Wall...      |                            | 1º febbraio 1977 |                   |
| 15 | Someone's Watching                 |                            | 8 febbraio 1977  |                   |
| 16 | A Safe House                       |                            | 15 febbraio 1977 |                   |
| 17 | Best Friends                       |                            | 22 febbraio 1977 |                   |
| 18 | Taking Chances: Part 1             |                            | 25 febbraio 1975 |                   |
| 19 | Taking Chances: Part 2             |                            | 1º marzo 1977    |                   |
| 20 | Coming and Goings                  |                            | 8 marzo 1977     |                   |
| 21 | ...More Things in Heaven and Earth |                            | 22 marzo 1977    |                   |
| 22 | An Endangered Species              |                            | 29 marzo 1977    |                   |